# الاكمه العليا (حزم العدين)

تعديل مصدري - تعديل

الاكمه العليا محلة تابعة لقرية الاحشود، التابعة لعزلة حقين بمديرية حزم العدين إحدى مديريات محافظة إب في الجمهورية اليمنية، بلغ تعداد سكانها 72 حسب تعداد اليمن لعام 2004.